# Lemur katta
Lemur katta (Lemur catta) – gatunek ssaka naczelnego z rodziny lemurowatych (Lemuridae).

## Taksonomia
Gatunek po raz pierwszy zgodnie z zasadami nazewnictwa binominalnego opisał w 1758 roku szwedzki przyrodnik Karol Linneusz w 10. wydaniu swego dzieła Systema Naturae. Autor nadał gatunkowi nazwę Lemur catta, a jako miejsce typowe wskazał Madagaskar (łac. Habitat in Madagascar). Linneusz swój opis oparł na żywym okazie przywiezionym z Madagaskaru w 1748 roku przez kapitana Isaaca Wortha i sportretowanym przez George’a Edwardsa. Jedyny przedstawiciel rodzaju lemur (Lemur), który zdefiniował w 1758 roku również Linneusz.
Autorzy Illustrated Checklist of the Mammals of the World uznają ten takson za gatunek monotypowy.

### Etymologia
- Lemur: łac. lemures, lemurum (tylko w liczbie mnogiej) „duchy, widma”[17].
- Procebus: gr. προ pro „blisko, w pobliżu”; κηβος kēbos „długoogoniasta małpa”[18].
- Prosimia: gr. προ pro „blisko, w pobliżu”; łac. simia „małpa”[19].
- Maki i Mococo: malgaska nazwa mocok lub mococo dla lemurów, zaadaptowana przez Buffona w 1765 roku[20].
- catta: łac. catus „kot”; w aluzji do „kociego” wyglądu lemura katta[21].

## Zasięg występowania
Lemur katta występuje w południowo-zachodnim i południowym Madagaskarze, daleko na północ aż do Belon’i Tsiribihina wzdłuż zachodniego wybrzeża oraz daleko na wschód aż do okolic w pobliżu Tôlanaro i w głąb lądu do gór Andringitra na południowo-wschodnim płaskowyżu.

## Morfologia
Długość ciała (bez ogona) 39–46 cm, długość ogona 56–63 cm; masa ciała 2,2 kg. Długi ogon z 13–15 białymi i czarnymi obrączkami. Ubarwienie popielate, futro gęste i wełniste.

## Zachowanie
Żyje na otwartych, suchych i skalnych, rzadko na zalesionych terenach (tryb życia naziemny) tworząc grupy złożone z 5–20 osobników. Chroni się w jaskiniach. Owocożerny, zjada również liście i nasiona, a jedynie okazjonalnie owady. Lemury katta stosunkowo dużo czasu spędzają na ziemi, nie oddalając się jednak zbytnio od swoich drzew, gotowe do natychmiastowego powrotu w przypadku najmniejszego zaniepokojenia. Aktywne wyłącznie w ciągu dnia.
Po 4,5-miesięcznej ciąży samica rodzi 1–2, rzadziej 3 młode, które wczepiają się w futro na brzuchu matki i wiszą tam, nie krępując swobody jej ruchów, do ukończenia 2. tygodnia życia. Po tym okresie przechodzą na grzbiet rodzicielki i zostają tam do momentu osiągnięcia sprawności pozwalającej im poruszać się wraz z grupą. 30 do 50% młodych ginie przed osiągnięciem pierwszego roku życia. W niewoli odnotowano lemura katta żyjącego 25 lat.
Zarówno samce, jak i samice posiadają gruczoły nadgarstkowe wielkości około 1 cm znajdujące się na wewnętrznej powierzchni przedramienia prawie 25 cm powyżej stawu nadgarstkowego. To cecha wspólna dla rodzajów Lemur i Hapalemur. Obie płcie posiadają również gruczoły w okolicy odbytu. Samce dodatkowo, gruczoły ramienne na górnej części klatki piersiowej. Służą one do znakowania terytorium i ustalania hierarchii. Znane są również walki z wykorzystaniem ogonów przesączonych zapachem z gruczołów nadgarstkowych oraz ramiennych, podczas których rywal eksponuje swój ogon, machając nim w kierunku przeciwnika.

## Status zagrożenia i ochrona
W Czerwonej księdze gatunków zagrożonych Międzynarodowej Unii Ochrony Przyrody i Jej Zasobów lemur katta został zaliczony do kategorii EN (ang. endangered ‘zagrożony’).
Gatunek ten, jak wszystkie Lemuridae spp., jest objęty konwencją CITES (załącznik I).
Występuje na kilku obszarach chronionych, każdy z nich oferuje różny poziom ochrony, w rezerwacie Mahafaly podjęto działania na rzecz ochrony in situ. W działania protekcyjne zaangażowani są mieszkańcy (również dzieci w wieku szkolnym). Ochrona podejmowana jest również w strefach peryferyjnych rezerwatu ze względu na duży wpływ na ekoturystykę oraz inne korzyści dla miejscowej ludności.

## W kulturze
Lemury katta zostały wypromowane przez cykl filmów animowanych Madagaskar oraz telewizyjne seriale animowane Pingwiny z Madagaskaru i Niech żyje król Julian, w których przedstawicielem tego gatunku jest Król Julian XIII.
Poczta Polska wyemitowała 15 czerwca 2020 roku znaczek pocztowy o nominale 3,30 złotych przedstawiający samicę lemura z młodym. Zwierzęta zostały opisane: Lemur katta / Lemur catta / Samica Tola i Bella. Autorem projektu znaczka był Andrzej Gosik. Druk wykonano techniką offsetową na papierze fluorescencyjnym, w nakładzie 180 tys. sztuk.